# Nabil Oumghar
Nabil Oumghar (arab. نبيل أومغار, ur. 23 stycznia 1988 w Al-Husajmie, zm. 13 kwietnia 2015 w Casablance) – marokański piłkarz, grający jako napastnik.

## Klub

### Początki
Zaczynał karierę w Chabab Rif Al Hoceima. Do pierwszego zespołu przebił się w 2008 roku. 1 lipca 2009 roku został zawodnikiem Moghrebu Tétouan.

### Chabab Rif Al Hoceima
1 lipca 2010 roku wrócił do zespołu z rodzinnego miasta.
W sezonie 2011/2012 (pierwszy w bazie Transfermarkt) zagrał 12 meczów i strzelił dwa gole.
W sezonie 2012/2013 rozegrał 8 spotkań i strzelił gola.
W kolejnym sezonie wystąpił w 16 meczach, miał gola i asystę.
W swoim ostatnim sezonie w karierze zagrał 6 meczów i strzelił 3 bramki.

## Śmierć
Oumghar zmarł 13 kwietnia 2015 roku w szpitalu w Casablance po tym, jak dwa miesiące wcześniej jego samochód uderzył w drzewo około 30 kilometrów od jego rodzinnego miasta.

## Rodzina
Jego brat Imad też jest piłkarzem.